# 黑冠果蝠
黑冠果蝠（學名：Chironax melanocephalus），哺乳綱、翼手目、狐蝠科黑冠果蝠屬下的單屬種，而與黑冠果蝠同科的動物尚有短齶果蝠、寬齶狐蝠等之數種哺乳動物。
1. ↑  Hutson, A.M.; Kingston, T. & Suyanto, A. . The IUCN Red List of Threatened Species (IUCN). 2008, 2008: e.T4670A11074797  [9 November 2017]. doi:10.2305/IUCN.UK.2008.RLTS.T4670A11074797.en. （原始内容存档于2018-06-02）.